# Választottbíráskodás

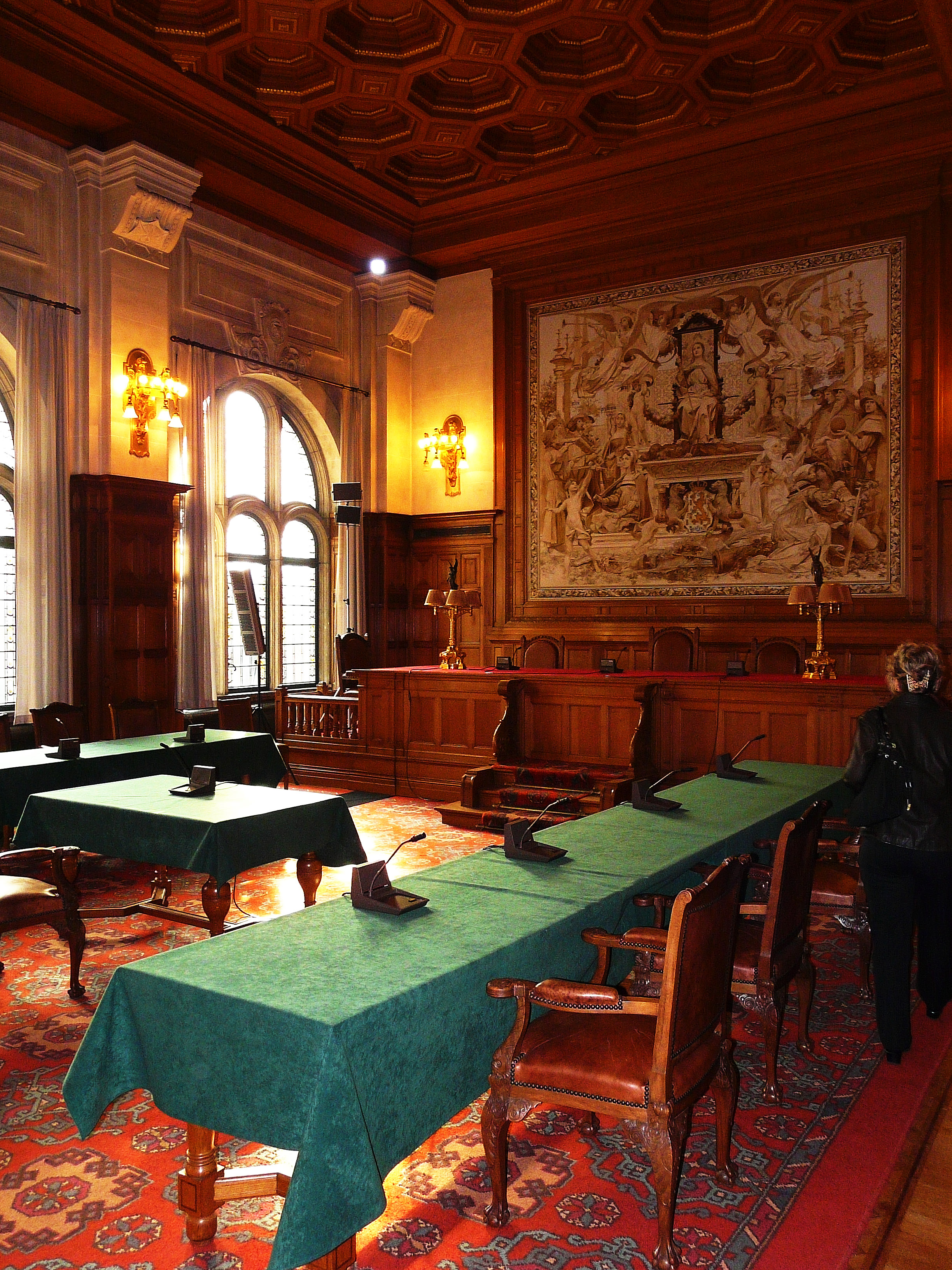
Egy állandó választottbíróság tárgyalásának színhelye

A választottbíráskodás (francia eredetű szóval arbitrázs)  a felek közötti polgári jogi jogvitának nem állami bíróság(ok), hanem a felek által jogvitájuk esetére írásban kikötött döntnök, ún. választott bíróság útján való eldöntése.

## Fogalma a magyar jogban
Magyarországon jelenleg a választottbíróskodásról szóló 2017. évi LX. törvény hatályos a választottbíráskodás tekintetében.

„választottbíráskodás: kereskedelmi jogviszonyokban felmerült jogvitáknak állami bírósági peres eljárás helyett a felek által választott eljárásban történő eldöntése, akár eseti, akár állandó választott bírósági intézmény folytatja le az eljárást.”

(A választottbíráskodásról szóló 2017. évi LX. törvényt az Országgyűlés 2017. május 30-i ülésnapján elfogadta. Meghirdetésére a 2017. június 8-i Magyar Közlönyben került sor, rendelkezéseinek nagy része 2018. január 1-jével lépett hatályba.)

## A választott bíróság ítéletének hatálya
A választott bíróság ítélete ellen fellebbezésének nincs helye, kivéve a törvény által pontosan meghatározott eseteket. A választott bíróság által hozott ítélet (a választott bírósági ítélet) hatálya ugyanaz, mint a jogerős bírósági ítéleté, ezért az ilyen ítéletek végrehajtására is a bírósági végrehajtás szabályai vonatkoznak.

## Fajtái
- eseti választott bíróság – a feleknek a választott bíróság létrehozására vonatkozó megegyezésével jön létre, és az eljárási szabályokat is a felek maguk állapítják meg.
- valamely szervezet (főleg kamara) mellett működő állandó választott bíróság - ilyenkor van egy előre összeállított bírói névjegyzék, amely magában foglalja a bíróvá választható személyek névsorát és egyben előre rögzítik az eljárási szabályokat.

## Formái
- Kereskedelmi választottbíráskodás
- Nemzetközi választottbíráskodás
- Munkaügyi választottbíráskodás
- Közigazgatási választottbíráskodás
- Kánonjogi választottbíráskodás.[2]

## A nemzetközi  választottbíráskodás
A nemzetközi választottbíráskodás az államközi gyakorlatban is ismert. Gyakran egyes államok közötti vitákat is nemzetközi választott bíróságok döntenek el.
Magánfelek között is jelentős a nemzetközi kereskedelmi választottbíráskodás , amellyel több nemzetközi szerződés is foglalkozik. Ezek közé tartozik az 1961. április 21-én Genfben aláírt európai egyezmény a nemzetközi kereskedelmi választottbíráskodásról
1985. június 25-én az ENSZ Nemzetközi Kereskedelmi Jogi Bizottsága (UNCITRAL) elfogadta a nemzetközi kereskedelmi választottbíráskodásra vonatkozó minta jogszabályt.
Szász Iván professzor, aki akkoriban brüsszeli követként képviselte Magyarországot, részt vett az 1985-ös UNCITRAL modelltörvény, valamint mintaszabályzat megszerkesztésében. A szabályokat az államok beépítették saját törvényeikbe és a kamarai választott bíróságok a saját szabályzataikba. Magyarország volt az első, amely nem csupán a külföldi, hanem belföldi ügyekre is alkalmazta e rendelkezéseket.. 
Nemzetközi kereskedelmi választottbíráskodásról akkor beszélünk, ha a felek székhelye vagy telephelye különböző államokban található, továbbá, amennyiben a választott bíróság székhelye vagy a jogvita valamely lényeges eleme egy másik államban van. A jogvita érdemi kérdéseit a felek által választott jog alapján kell eldönteni, míg az alkalmazandó eljárásjogot maga a választott bíróság határozza meg.
A Magyar Kereskedelmi és Iparkamara mellett szervezett Állandó Választottbíróság 2009-ben ünnepelte folyamatos működésének 60. évfordulóját.

## Történetéből
A választott bíróság szüksége és hasznossága iránt nagyon eltérnek a nézetek. A 18. század bölcselői nagy előszeretetet tanúsítottak az intézmény iránt és a francia forradalom törvényhozása sok ügyet kötelezően választott bíróság elé utalt. A tapasztalatok e téren nem voltak kedvezőek, ezért a francia polgári perrendtartás nagyon megszorította ezen intézményt. Számos francia és német író ellene foglalt állást. Mindazonáltal nem lehet tagadni, hogy a választott bíróság, ha nem is felel meg a túlzott várakozásoknak, egyes esetekben jó szolgálatot tesz.
Magyarországon  a választottbíróság intézményét a polgári perrendtartás (1868. LIV. tc. 495-511. §§ és 1881. LIX. tc. 74-79. §§) szabályozta. A választott bíróság ítélete ellen csak bizonyos, a törvényben meghatározott alaki sérelmek miatt van fellebbezésnek helye, de felfolyamodásnak és perújításnak nincs. Ha azonban valaki ellenfelének vagy másoknak büntetendő cselekménye (pl. hamis tanúvallomás vagy hamis eskü) miatt lett pervesztessé, akkor a (királyi) törvényszék előtt kérheti a V. ítéletének megsemmisítését. A választott bíróságok külön nemét teszik a budapesti áru- és értéktőzsde, valamint a vidéki termény- és gabonacsarnokok külön bíróságai (Tőzsdebíróság).
Egyes ügyek törvény útján vannak a választott bírósághoz utasítva. Így pl. az osztrák–magyar bank és a kormány közti vitákat egy fele részben a (királyi) Kúria és fele részben a bécsi legfőbb törvényszék bíráiból ezen bíróságok elnöke által kinevezett választott bíróság dönthette el (1887. XXVI. törvénycikkbe iktatott alapszabályok 53. és 108. cikke), betegsegélyezési ügyekben a betegsegélyező pénztár és a biztosított személyek közti vitákat az alapszabályok szerint alakított választottbíróság, az egyes kerületi pénztáraknak egymás közti vagy szövetségükkel felmerülő vitás ügyeit a szövetségi választott bíróság dönthette el (1891. XIV. t.-c. 45. §); az ún. „Überland” földek osztályozása iránti vitákat három tagú választottbíróság dönti el (1882. XXVIII. t.-c. 3. §).

## Törvény által kizárt a választottbíráskodás
Vannak olyan ügyek, amelyekben a törvény kizárja választott bíróság kikötését:
- a családjogi perek
- a fizetési meghagyásból perré alakult eljárások
- közigazgatási perek
- sajtóhelyreigazítási eljárás
- munkaügyi perek
- végrehajtási perek.

## A választottbírósági szerződés
A szerződő felek írásbeli megállapodása (szerződés, kikötés, záradék, kölcsönös nyilatkozat) arra nézve, hogy a közöttük felmerülő jogvita esetében választott bíróság jár el. Más eljárásnak választottbírósági szerződés esetén nincs helye, kivéve azt az esetet, amikor a választottbírósági szerződésben meghatározott választott bíróság – bármely okból – nem alakítható meg.

## A választottbírósági eljárás
Eseti választottbíráskodás esetén az eljárás szabályait is a felek megállapodása határozza meg, míg állandó választottbíróság esetén az eljárás szabályai előre rögzítve vannak.